# 삐에로 보르네제
《삐에로 보르네제》는 《따끈따끈 베이커리》에 등장하는 등장인물으로, 투니버스판 이름은 삐에로. 성우는 세키 토모카즈, 김광국

## 소개
(한국명 : 삐에로) / (CV.세키 토모카즈, 김광국)
세계적인 제빵 대회인 모나코 컵의 사회자 겸 심사위원으로 뛰어난 오감과 화려한 리액션의 소유자로 유명하다. 한때 심사 도중 사망한 적이 있었으나 희귀한 혈액형의 소유자임이 알려져 모나코 국왕의 도움으로 살아나게 되고 이후 자신이 모나코 국왕과 친밀한 사이임을 알게 된다.